# うたのおばさん
『うたのおばさん』は、NHKラジオ第1放送で1949年8月1日から1964年4月4日まで放送されていた幼児向けの歌番組である。平日の8時45分から9時まで放送されていた。

## 概要
終戦直後の時代に、「歌」は最も重要な娯楽の一つだったが、いわゆる流行歌には、子どもの歌唱にふさわしくないものも多く、健全な子どものための音楽文化育成のために、番組が制作された。
安西愛子と松田トシがピアノ伴奏で歌唱し、歌遊びや歌唱指導もあった。この番組ができた当時、安西・松田の2人はまだ30代前半で、「おばさん」呼ばわりされるには抵抗があったようだが、「長寿番組にしたいし、そうすればおばさんのほうが親しみやすい」というNHK担当者の説得で納得したという。
まど・みちお作詞、團伊玖磨作曲の『ぞうさん』など、この番組のために作られた歌もある。他に、サトウハチロー、小林純一、中田喜直、團伊玖磨、芥川也寸志、佐藤義美らが番組に協力した。
当時は、幼稚園や保育園に通う子どもはまだ少なく、団塊の世代とその前後の、多くの人たちが当番組を聞いていた。戦後の童謡の黄金期を作った。月1 - 2回の外出録音を実施し、幼児と密接になるようにつとめていた。
一方、1953年にNHKのテレビにて本放送が開始される。そのような中で、当番組のテレビ版を作ろうという話があり、1961年に当番組の編成にたいそうを加えた『うたのえほん』が開始された。やはり1960年代になると、テレビが普及してラジオの聴取者が激減したため、15年続いた番組も1964年に終了した。

## 当番組で誕生した歌
おかあさん
作詞：田中ナナ、作曲：中田喜直
お星さま
作詞：都築益世、作曲：團伊玖磨
1948年5月に放送、発表。
こおろぎ
作詞：関根栄一、作曲：芥川也寸志
サッちゃん
作詞：阪田寛夫、作曲：大中恩
1959年に開催されたNHKラジオ「うたのおばさん」放送開始10周年記念の祝賀音楽会にて発表された。
ぞうさん
作詞：まど・みちお、作曲：團伊玖磨
詩は1948年春頃に、曲は1953年に作られた。
みつばちぶんぶん
作詞：小林純一、作曲：細谷一郎
めだかの学校
作詞：茶木滋、作曲：中田喜直
数曲が日本の歌百選に選定された。

## スタッフ
- プロデューサー - 後藤田純生[9]